# Rosenskäresläktet
Rosenskäresläktet (Cosmos) är ett släkte i familjen korgblommiga växter, med 26 arter i tropiska och subtropiska Amerika. Några arter odlas som ettåriga sommarblommor eller utplanteringsväxter.

## Bildgalleri

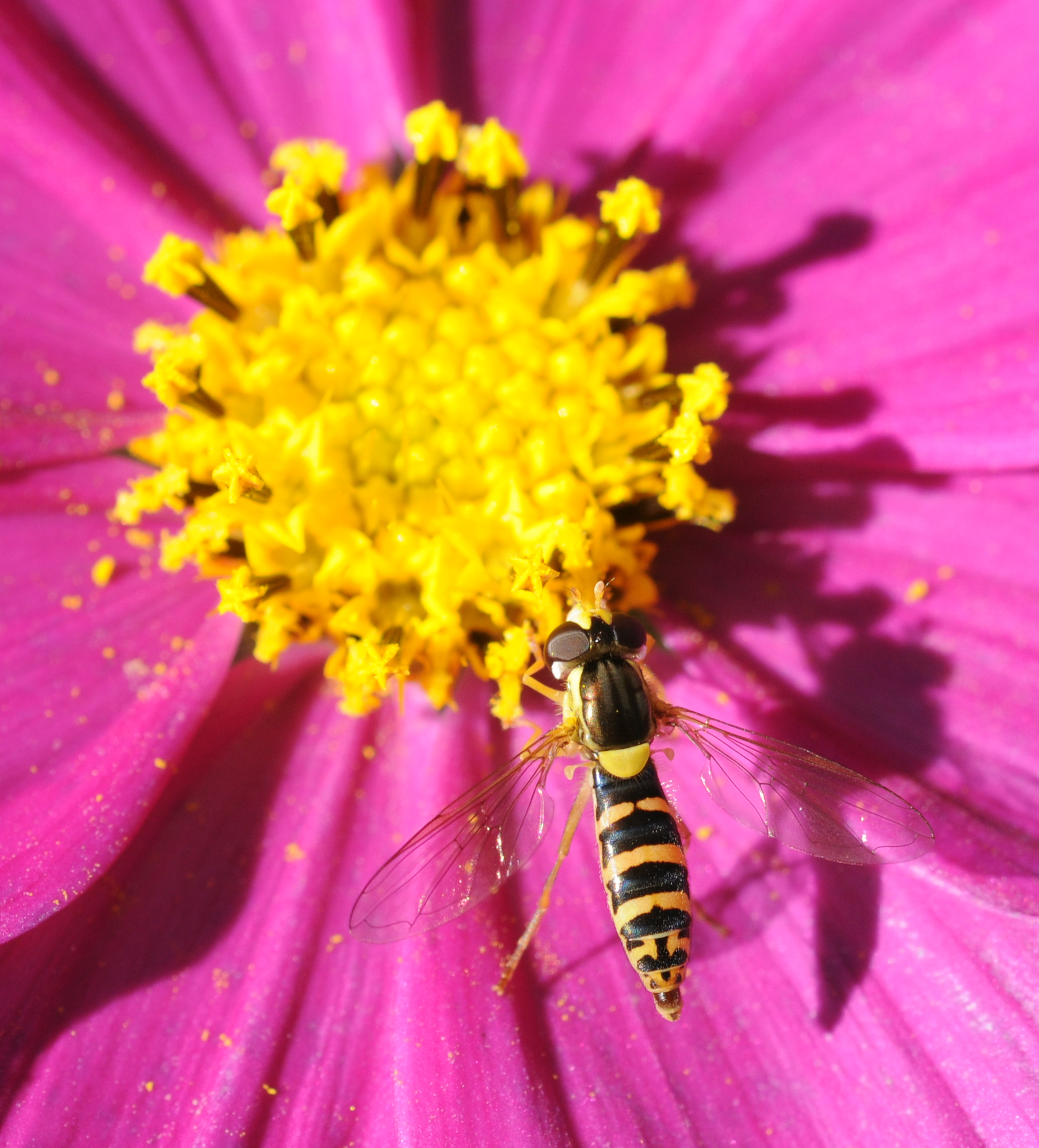
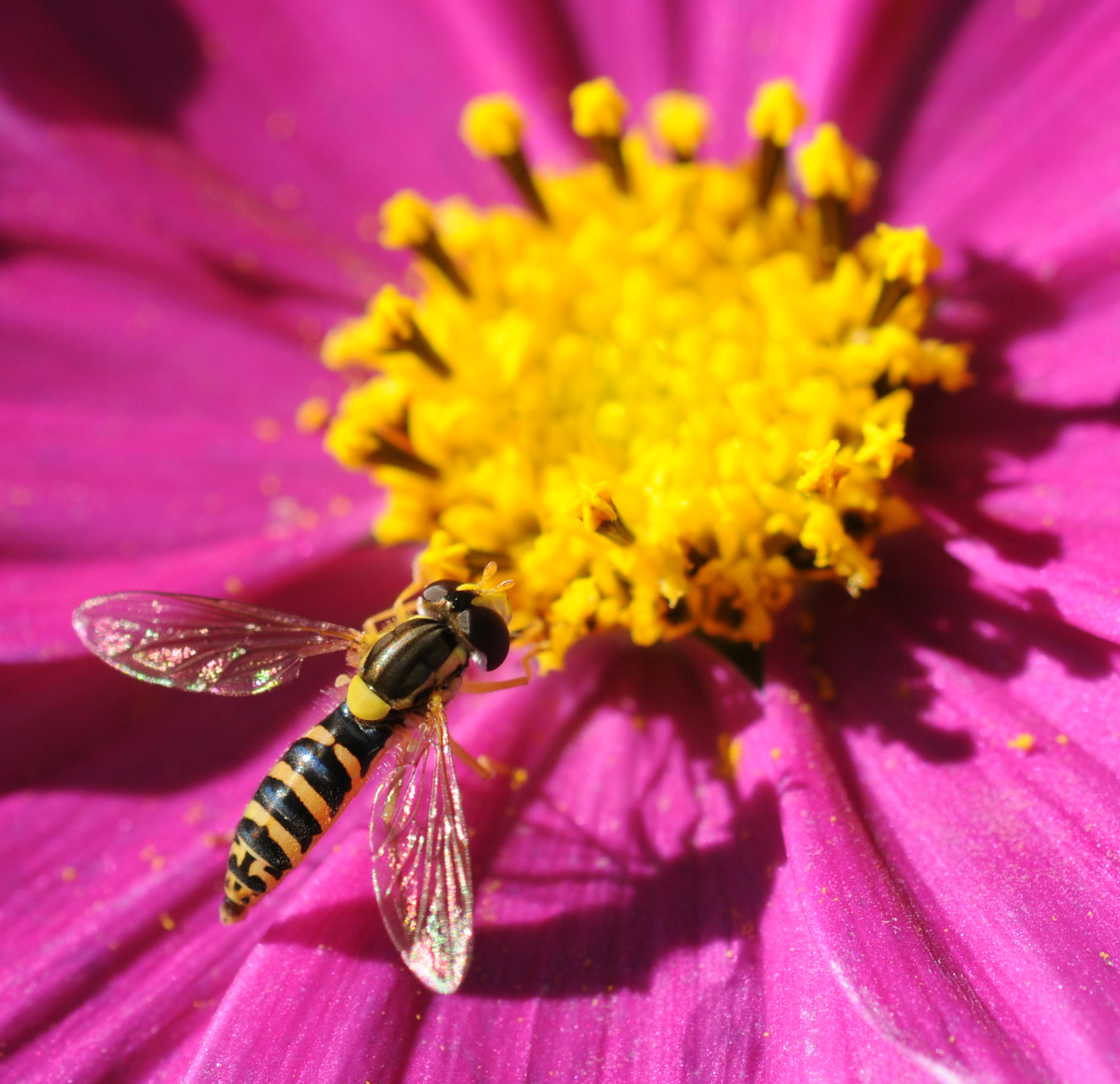
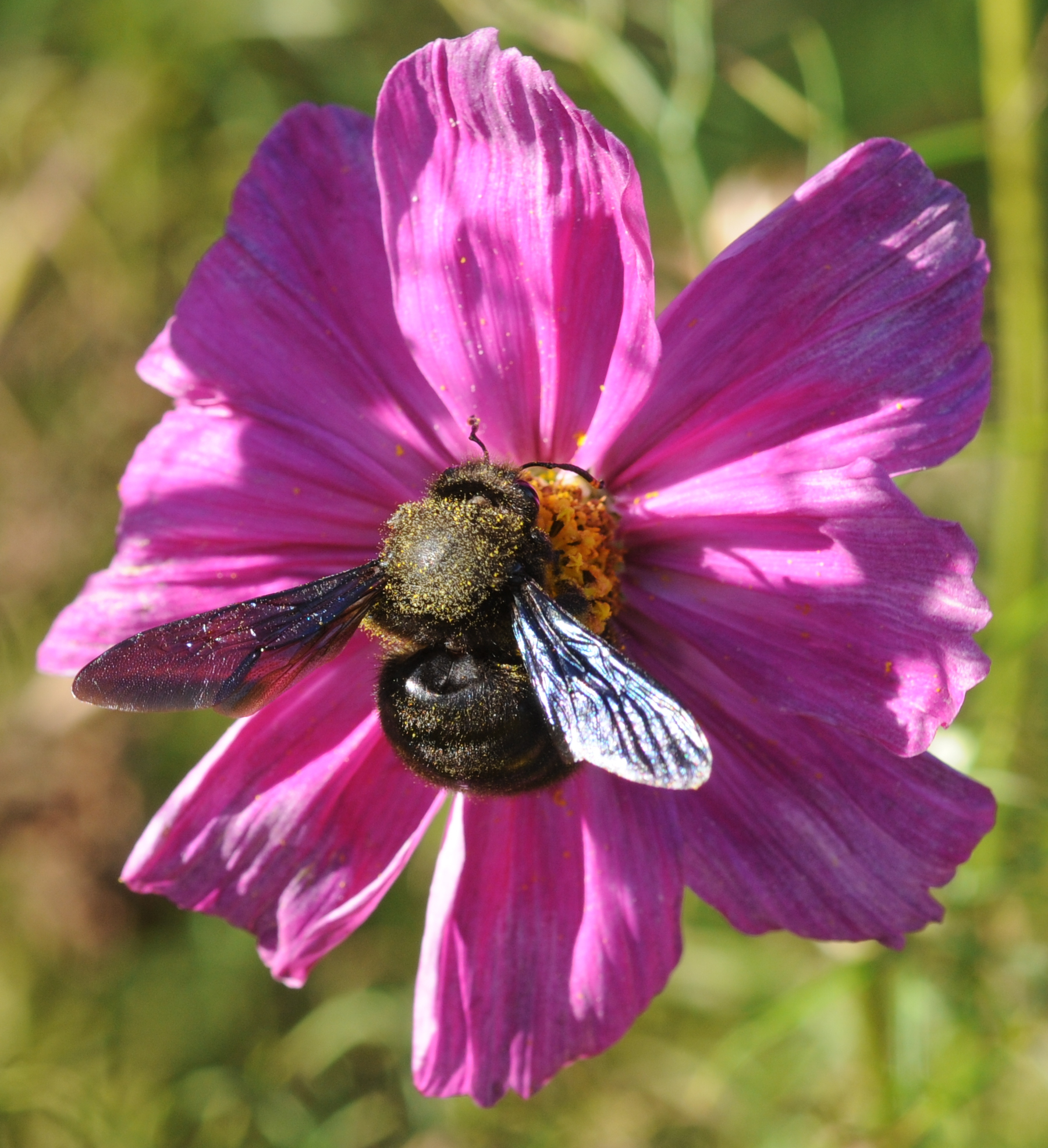
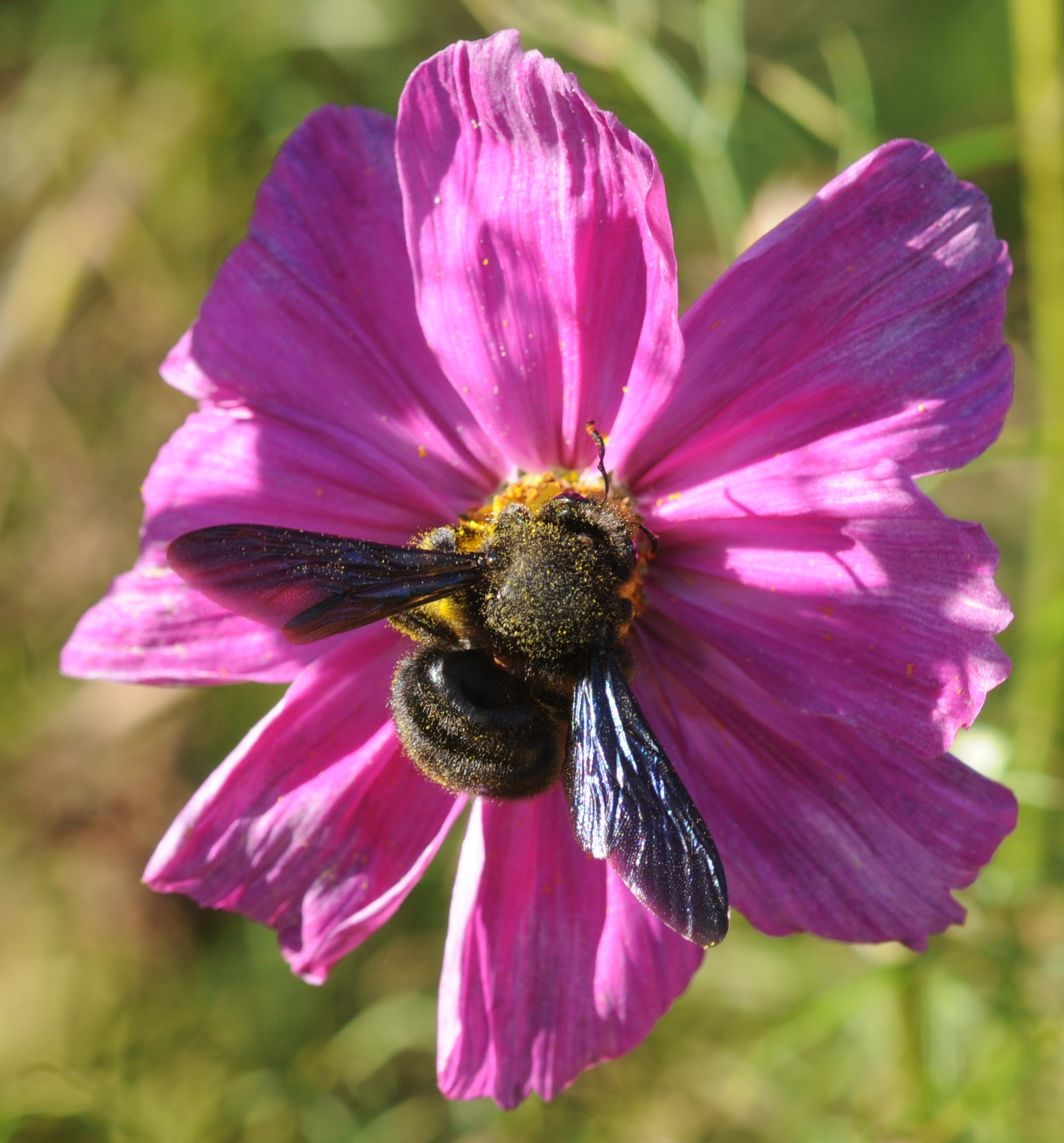
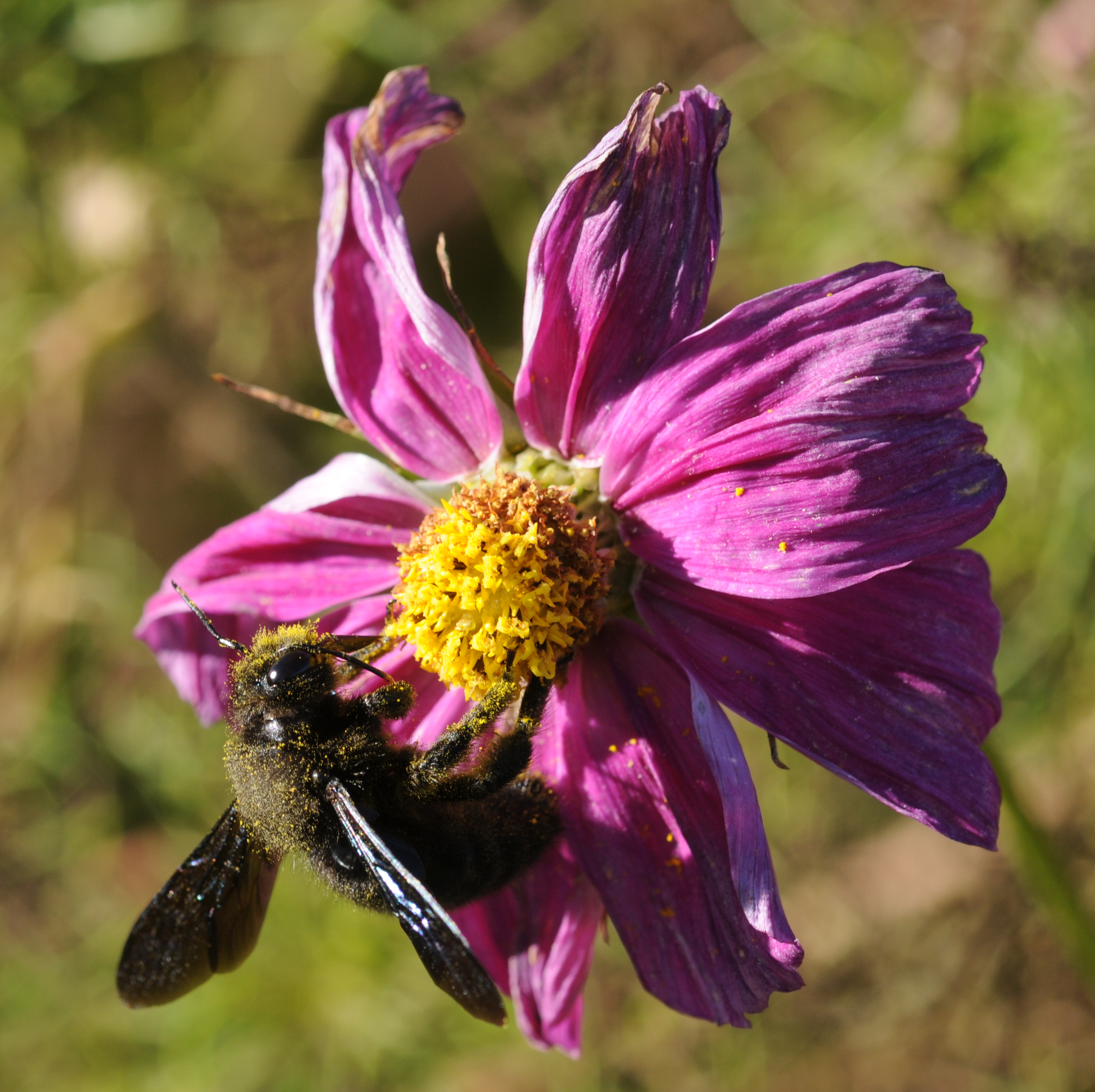
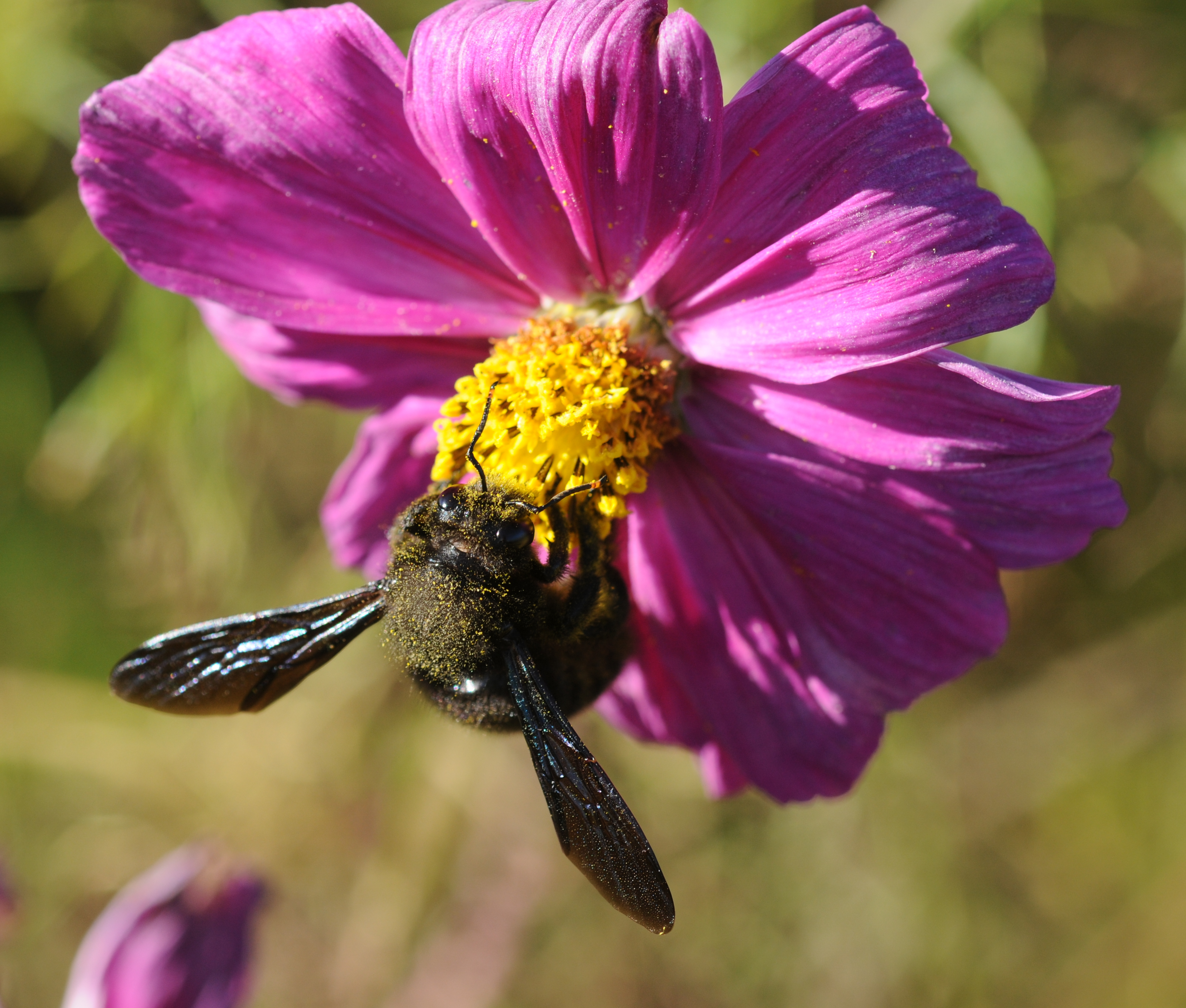

## Dottertaxa till Rosenskäresläktet, i alfabetisk ordning[1]
- Cosmos atrosanguineus
- Cosmos bipinnatus
- Cosmos carvifolius
- Cosmos caudatus
- Cosmos concolor
- Cosmos crithmifolius
- Cosmos dahlioides
- Cosmos deficiens
- Cosmos herzogii
- Cosmos intercedens
- Cosmos jaliscensis
- Cosmos juxtlahuacensis
- Cosmos landii
- Cosmos linearifolius
- Cosmos longipetiolatus
- Cosmos mattfeldii
- Cosmos mcvaughii
- Cosmos microcephalus
- Cosmos modestus
- Cosmos montanus
- Cosmos nelsonii
- Cosmos nitidus
- Cosmos ochroleucoflorus
- Cosmos pacificus
- Cosmos palmeri
- Cosmos parviflorus
- Cosmos peucedanifolius
- Cosmos pringlei
- Cosmos purpurens
- Cosmos purpureus
- Cosmos scabiosoides
- Cosmos schaffneri
- Cosmos scherfii
- Cosmos sessilis
- Cosmos sherffii
- Cosmos steenisiae
- Cosmos sulphureus